# Milton Hatoum
Milton Assi Hatoum (Manaus, 19 de agosto de 1952) é escritor, tradutor, professor brasileiro  e membro da Academia Brasileira de Letras. Hatoum é considerado um dos grandes escritores vivos do Brasil.
Hatoum ensinou literatura na Universidade Federal do Amazonas (UFAM) e foi professor visitante nas Universidade da Califórnia em Berkeley e na Sorbonne, em Paris. Escreveu seis romances: Relato de um Certo Oriente (1989), Dois Irmãos (2000), Cinzas do Norte (2005; este último vencedor do Prêmio Portugal Telecom de Literatura e todos os três primeiros ganhadores do Prêmio Jabuti de melhor romance), Órfãos do Eldorado, e dois volumes da trilogia O Lugar Mais Sombrio: A Noite da Espera (2017) e Pontos de Fuga (2019). Seus livros já venderam mais de 400 mil exemplares no Brasil e foram traduzidos em dezessete países, como a Itália, os Estados Unidos, a França e a Espanha.
Em 2018 recebeu o Prêmio Roger Callois (Maison de l'Amérique Latine/PEN Club-França). Em 2023, recebeu o título de Doutor Honoris Causa da Universidade Federal do Amazonas.
Hatoum costuma em suas obras falar de dramas familiares com alcance histórico e político. Em 14 de agosto de 2025, Hatoum é eleito para a Academia Brasileira de Letras, ocupando à cadeira 6 com mais de 500 mil livros vendidos em diversos países.

## Biografia

### Primeiros anos
Nascido numa família de origem libanesa, seu pai - Hassan Ibrahim Hatoum - nascera no Líbano. Sua mãe, Naha Assi, era uma amazonense de pais libaneses. Enquanto seu pai era muçulmano, sua mãe era cristã maronita.
Hatoum mudou-se aos quinze anos de idade para Brasília. Anos mais tarde foi preso por participar de uma passeata contra o governo. Em 1970 mudou-se para São Paulo, onde ingressou, em 1972, na Faculdade de Arquitetura e Urbanismo da Universidade de São Paulo. Foi perseguido ainda na FAU pelo DOPS da ditadura por participar do movimento estudantil. Em 1978, passou a lecionar História da Arquitetura na Universidade de Taubaté, onde permaneceu até pedir o afastamento devido a uma bolsa de estudos que lhe havia sido concedida na Europa. Em 1980, viajou para a Espanha como bolsista do Instituto Iberoamericano de Cooperación. Viveu entre Madri e Barcelona. Logo depois, mudou-se para a França, onde cursou pós-graduação na Universidade de Paris III.

### Carreira
Em 1984, Milton retornou a Manaus, onde passou a lecionar língua e Literatura francesa na Universidade Federal do Amazonas. Relato de um Certo Oriente foi publicado em 1989, quando ele tinha 37 anos.
Em 1999, mudou-se para São Paulo, onde iniciou o doutorado em Teoria Literária na USP. Em 2000, desligou-se da Universidade Federal do Amazonas e do programa de Pós Graduação da USP para se dedicar exclusivamente à literatura. Onze anos após a publicação do primeiro romance, Milton publica Dois Irmãos. Foi colunista do Terra Magazine, da revista Entrelivros, do jornal O Globo e do jornal O Estado de São Paulo. Vem publicando também em jornais e revistas brasileiras e estrangeiras e dando cursos e palestras em escolas, universidades e instituições.
Em janeiro de 2017, Dois Irmãos estreou em formato de minissérie na TV Globo, com direção de Luiz Fernando Carvalho e o ator Cauã Reymond no papel dos irmãos gêmeos radicados em Manaus.
Em 2015, Órfãos do Eldorado estreia nos cinemas, com direção de Guilherme Coelho.
Em 2023, é a vez de O Rio do desejo, uma adaptação do conto "O adeus ao Comandante", com direção de Sergio Machado.
A adaptação de Relato de um certo Oriente é aguardada para 2024, com a direção de Marcelo Gomes.
Dois Irmãos foi adaptado para quadrinhos pelos irmãos Gabriel Bá e Fábio Moon. O HQ foi publicado em vários países e vencedor do prestigioso Eisner Award for "Best Adaptation from Another Medium".

## Literatura

### Estilo
Hatoum é conhecido por misturar experiências e lembranças pessoais com o contexto sociocultural da Amazônia e do Oriente. Sobre o primeiro livro, assim ele explica: "No Relato de um certo Oriente há um tom de confissão, é um texto de memória sem ser memorialístico, sem ser auto-biográfico; há, como é natural, elementos de minha vida e da vida familiar. Porque minha intenção, do ponto de vista da escritura, é ligar a história pessoal à história familiar: este é o meu projeto. Num certo momento de nossa vida, nossa história é também a história de nossa família e a de nosso país (com todas as limitações e delimitações que essa história suscite)."
O colunista Roberto Amorim considera a escrita de Milton possuidora de "uma linguagem caudalosa e envolvente que faz o leitor sentir a força da boa literatura." Flora Sussekind observa que a prosa de Hatoum deixa de lado velhos temas típicos do regionalismo, como o conflito do homem com a natureza e os seringueiros e destaca o grande esforço técnico na estruturação de seu primeiro romance.

### Reputação
A partir do romance Relato de um certo Oriente, Milton Hatoum vem gozando de um reconhecimento muito grande por parte dos críticos e também dos leitores do seu país e do exterior. O primeiro livro, assim como seu recente Órfãos do Eldorado, são considerados por diversos críticos como "obras-primas". Milton já foi chamado de "O escritor que coleciona prêmios", mas disse certa vez: "não escrevo para ganhá-los". Foi considerado pelo crítico literário Luiz Costa Lima "um dos grandes ficcionistas do milênio".

### Bibliotecas
Desde a infância, Hatoum sempre frequentou bibliotecas, que considera "um lugar democrático do saber, do conhecimento, na medida em que os livros transmitem saber, conhecimento, permitem viagens imaginárias".

### Novos trabalhos
As  novas obras de Milton Hatoum começam a ganhar novas fronteiras. Dois livros do escritor e um conto foram adaptados para o cinema, e Dois Irmãos ganhou uma minissérie exibida na TV Globo — além de uma versão em quadrinhos lançada há pouco tempo. Hatoum ainda trabalha num novo livro, O Lugar Mais Sombrio e diz, a ser levado ou não a sério, que, depois dessa publicação, não irá mais escrever, pois considera que não terá mais nada a dizer.

## Obras

### Romances
- Relato de um Certo Oriente (romance). São Paulo: Cia. das Letras, 1989.
- Dois Irmãos (romance). São Paulo: Cia. das Letras, 2000.
- Cinzas do Norte (romance), Cia das Letras, 2005
- Órfãos do Eldorado (romance). São Paulo: Cia. das Letras, 2008.
- A Noite da Espera, primeiro volume da trilogia O lugar mais sombrio (romance),São Paulo: Cia. das Letras, 2017.
- Pontos de Fuga, segundo volume da trilogia O lugar mais sombrio  (romance), São Paulo: Cia. das Letras, 2019.

### Contos e crônicas
- A cidade ilhada (Livro de Contos). São Paulo: Companhia das Letras, 2009.
- Um solitário à espreita (crônicas), Cia das Letras, 2013.

### Traduções
- Flaubert, Gustave. Três contos. [Por: Milton Hatoum & Samuel Titan Jr.]. São Paulo: Cosac & Naify, 2004. (Trois contes). Editora 34, 2019.
- Said, Edward. Representações do intelectual. [Por: Milton Hatoum]. São Paulo: Companhia das Letras, 2005. (Representations of the intellectual).
- Sand, George. Esperidião. In: Contos de horror do século XIX, Companhia das Letras, São Paulo, 2005. (Spiridion).
- Schwob, Marcel. A cruzada das crianças. Edição bilingüe (português/francês). São Paulo: Iluminuras, 1988. (La croisade des enfants). Editora 34, 2020.

### Infantil
- "Nas Asas do Condor'. In: Pietro, Heloisa (Org). O livro dos Medos. São Paulo, Companhia das Letrinhas, 1998.
- Sur les ailes du Condor. Paris, Seuil Jeunesse, 1998.
- "Palavras de um peixe-boi". In: vários autores, Hoje é dia de festa, São Paulo, Companhia das Letrinhas, 2006.

## Prêmios
- Prêmio Jabuti de Melhor Romance, 1989 (Relato de um certo Oriente)
- Finalista do Prêmio Litterario Instituto Italo-Latino Americano, XXLA-XI, Roma, Edizioni 1991-1992
- Prêmio Jabuti de Melhor Romance, 3º lugar, 2001 (Dois Irmãos)
- Finalista do Prêmio Multicultural do Estadão 2001 (Dois Irmãos)
- Indicado para o Impac-Dublin Literary Award, 2010 - Long list (The Brothers)
- Prêmio Portugal Telecom 2005 (Cinzas do Norte)
- Grande Prêmio da Crítica/APCA 2005 (Cinzas do Norte)
- Prêmio Jabuti de Melhor Romance 2006 (Cinzas do Norte)
- Prêmio Jabuti Livro do Ano - Ficção, CBL, 2006 (Cinzas do Norte)
- 2º Prêmio Bravo! de Literatura, 2006 (Cinzas do Norte)
- Prêmio Jabuti de Melhor Romance, 2º lugar, 2009 (Órfãos do Eldorado)

- Indicado para o Impac-Dublin Literary Award 2010 - Long list (Ashes of the Amazon)
- Finalista do Prêmio Oceanos 2018 (A Noite da Espera)
- Finalista do Prêmio São Paulo de Literatura 2018 (A Noite da Espera)
- Prêmio Juca Pato/Intelectual do ano, 2018, União Brasileira dos Escritores
- Prix Roger Callois pour la Littérature Latino-Américaine - Maison de l´Amerique Latine/PEn Club France 2018